# جام قهرمانان کونکاکاف ۱۹۷۶
جام قهرمانان کونکاکاف ۱۹۷۶ دوازدهمین دوره مسابقات بین‌المللی فوتبال باشگاهی سالانه جام قهرمانان کونکاکاف بود که در منطقه کونکاکاف (آمریکای شمالی، آمریکای مرکزی و دریای کارائیب) برگزار شد. این مسابقات از ۶ ژوئن ۱۹۷۶ تا ۱۳ فوریه ۱۹۷۷ برگزار شد.
تیم‌ها به ۳ منطقه (آمریکای شمالی، آمریکای مرکزی و کارائیب) تقسیم شدند، که هر کدام تیم برنده را برای شرکت در مسابقات نهایی فرستادند؛ جایی که برنده مناطق شمالی و مرکزی یک بازی پلی آف انجام دادند تا مشخص شود چه تیمی به مصاف برنده کارائیب در فینال می‌رود. مسابقات تحت سیستم رفت و برگشت انجام شد.
تیم السالوادوری آگویلا موفق شد تیم سورینامی رابین‌هود را شکست داده و برای اولین بار قهرمان قاره شود.

## منطقه آمریکای شمالی

### مرحله اول
| تیم ۱          | نتیجه نهایی | تیم ۲                  | بازی رفت | بازی برگشت |
| -------------- | ----------- | ---------------------- | -------- | ---------- |
| تورنتو ایتالیا | ۵–۳         | نیویورک اینتر-گیولیانا | ۳–۲      | ۲–۱        |

### مرحله دوم
| تیم ۱          | نتیجه نهایی | تیم ۲            | بازی رفت | بازی برگشت |
| -------------- | ----------- | ---------------- | -------- | ---------- |
| لئون           | w/o         | صربین وایت ایگلز |          |            |
| تورنتو ایتالیا | w/o         | تولوکا           |          |            |

- صربین وایت ایگلز انصراف داد.
- بازی‌های تیم‌های تورنتو ایتالیا و تولوکا ابتدا قرار بود در ۱۶ ژوئیه و ۳۱ اوت برگزار شود اما تولوکا درخواست تعویق بازی‌ها به ۵ و ۸ سپتامبر را داد، کونکاکاف این تیم را از مسابقات کنار گذاشت.

### مرحله سوم
| تیم ۱ | نتیجه نهایی | تیم ۲          | بازی رفت | بازی برگشت |
| ----- | ----------- | -------------- | -------- | ---------- |
| لئون  | w/o         | تورنتو ایتالیا |          |            |

- تورنتو ایتالیا انصراف داد.

## منطقه آمریکای مرکزی

### مرحله اول

#### گروه A
| رتبه | تیم     | بازی | برد | مساوی | باخت | گل زده | گل خورده | گل تفاضل | امتیاز | صلاحیت            |
| ---- | ------- | ---- | --- | ----- | ---- | ------ | -------- | -------- | ------ | ----------------- |
| ۱    | آگویلا  | ۲    | ۲   | ۰     | ۰    | ۳      | ۱        | ۲+       | ۴      | صعود به مرحله سوم |
| ۲    | آئورورا | ۲    | ۰   | ۱     | ۱    | ۲      | ۳        | ۱−       | ۱      |                   |
| ۳    | آلیانسا | ۲    | ۰   | ۱     | ۱    | ۱      | ۲        | ۱−       | ۱      |                   |

| تیم ۱   | نتیجه | تیم ۲   |
| ------- | ----- | ------- |
| آگویلا  | ۲–۱   | آئورورا |
| آلیانسا | ۱–۱   | آئورورا |
| آگویلا  | ۱–۰   | آلیانسا |

#### گروه B
| تیم ۱        | نتیجه | تیم ۲        |
| ------------ | ----- | ------------ |
| المپیا       | ۰–۰   | رئال اسپانیا |
| رئال اسپانیا | ۱–۰   | المپیا       |

### مرحله دوم
| تیم ۱    | نتیجه نهایی | تیم ۲        | بازی رفت | بازی برگشت |
| -------- | ----------- | ------------ | -------- | ---------- |
| دیریانگن | w/o         | رئال اسپانیا | {{{6}}}  | {{{7}}}    |

- آگویلا به قرعه استراحت خورد.
- رئال اسپانیا انصراف داد.

### مرحله سوم
| تیم ۱    | نتیجه نهایی | تیم ۲  | بازی رفت | بازی برگشت |
| -------- | ----------- | ------ | -------- | ---------- |
| دیریانگن | ۲–۱۱        | آگویلا | ۱–۶      | ۱–۵        |

## منطقه کارائیب

### مرحله اول
| تیم ۱         | نتیجه نهایی | تیم ۲           | بازی رفت | بازی برگشت |
| ------------- | ----------- | --------------- | -------- | ---------- |
| رابین‌هود      | ۴–۲         | یونگ کلمبیا     | ۳–۱      | ۱–۱        |
| کرستینبرگ     | ۱–۲۰        | وروارتس         | ۱–۸      | ۰–۱۲       |
| توماس یونایتد | ۱–۶         | تسورو پالو سیکو | ۰–۲      | ۱–۴        |

### مرحله دوم
| تیم ۱            | نتیجه نهایی | تیم ۲          | بازی رفت | بازی برگشت |
| ---------------- | ----------- | -------------- | -------- | ---------- |
| رابین‌هود         | ۲–۰         | مالورن یونایتد | ۰–۰      | ۲–۰        |
| تیسورو پالو سیکو | ۱–۶         | وروارتس        | ۰–۴      | ۱–۲        |

### مرحله سوم
| تیم ۱    | نتیجه نهایی | تیم ۲   | بازی رفت | بازی برگشت |
| -------- | ----------- | ------- | -------- | ---------- |
| رابین‌هود | ۳–۰         | وروارتس | ۳–۰      | ۰–۰        |

## نیمه نهایی
| تیم ۱  | نتیجه نهایی | تیم ۲ | بازی رفت | بازی برگشت |
| ------ | ----------- | ----- | -------- | ---------- |
| آگویلا | ۳–۱         | لئون  | ۱–۱      | ۲–۰*       |

- لئون ۲–۱ برنده شد اما به دلیل داشتن بازیکنان غیرمجاز، ۲–۰ بازنده اعلام شد.

## فینال
| آگویلا | ۵–۱ | رابین‌هود |
| ------ | --- | -------- |
|        |     |          |

| رابین‌هود | ۲–۳ | آگویلا |
| -------- | --- | ------ |
|          |     |        |